# Ceraclea squamosa
Ceraclea squamosa är en nattsländeart som först beskrevs av Georg Ulmer 1905.  Ceraclea squamosa ingår i släktet Ceraclea och familjen långhornssländor. Inga underarter finns listade i Catalogue of Life.